# Гуфельд Едуард Юхимович
Едуа́рд Гу́фельд (*19 березня 1936, Київ, УРСР — †23 вересня 2002, Лос-Анжелес, США) — радянський та американський шахіст, гросмейстер, успішний шаховий тренер, теоретик, автор близько 50 книг.
Російськомовний киянин, єврей за походженням, перші перемоги здобув в Україні, значну частину життя провів у Грузинській РСР, при цьому часто відвідуючи Київ, останні 8 років жив і працював у США. Щодо нього можна зустріти формулювання «радянський, російський, єврейський, український, грузинський або американський шахіст,..»

## Біографія та творчість
Роки війни провів в евакуації (Самарканд, УзРСР) з мамою Євою Юліївною та сестрою Лідією. Батько загинув на фронті в перший рік німецько-радянської війни. 1946 року сім'я повернулась у Київ. Про своє дитинство згадував так:
|  | Зростав у типових для всього Радянського Союзу злиднях, в жахливих умовах. З ранніх літ мусив брати на себе чолові обов'язки. Життя часто заганяло мене на край прірви й змушувало-таки показувати ікла, за будь-яку ціну чіплятися за все можливе. |

Навчений грі в шахи двоюрідним братом, в одинадцять років поступив до київського спортивного товариства Спартак, у 14 прийнятий на секцію шахів Будинку піонерів. Одночасно займається шахами й футболом. У 1953 став шаховим чемпіоном України серед юнаків, очолює юнацьку збірну УРСР на командному чемпіонаті Радянського Союзу. Наступного року вже перебуваючи в лавах Збройних Сил став наймолодшим призером Чемпіонату України з шахів, розділивши зі старшими спортсменами друге-четверте місця. В біографіях поширений анекдот про те, як побачивши на турнірі одягненого в військовий стрій Гуфельда, його друзі вигукнули: «О, босяк повернувся!» — молодий шахіст відповів: «Не босяк, а захисник Вітчизни!» — на що почув сміх друзів: «Вітчизна в небезпеці!» Перемогу на цьому чемпіонаті здобув учитель Гуфельда, Абрам Хавин. Серед шахових наставників Едуарда Гуфельда згадують також А. Ольшанського, Ісаака Липницького, Овсія Поляка.
В армії продовжує заняття, радянське військо надавало для того умови: проводились регулярні змагання, в тому числі, армійська першість СРСР із шахів. Після служби Едуард Юхимович у 22 роки стає майстром спорту, бере участь у першому для себе Чемпіонаті СРСР 1959 року. Поступає в Черкаський педагогічний інститут.
В наступні роки успішно грає в численних турнірах: золото (1960, 1961) та срібло (1965) в Першості Збройних Сил, перше (1960), друге (1962), друге-третє (1963) та четверте місця (1964) в Чемпіонатах України, перемога в Першості Грузії (1961), переможні виступи за студентську збірну СРСР у міжнародних командних змаганнях (1961, 1962), участь у чемпіонатах СРСР.

### Роки зрілості
В 1964 році завойовує восьме місце в міжнародному турнірі у Сараєво, і з ним звання міжнародного майстра ФІДЕ. В 1967 отримав звання гросмейстера.
Приблизно в цей же час одружується та переїжджає в Грузію (є згадка, що його дружиною стала донька головного рабина міста Кутаїсі). Інформації про його власних дітей немає, відомо, що виховав пасинка.
Характеризуючи манеру гри Едуарда Гуфельда, відзначали в ній імпульсивність і нестабільність. Англомовний біограф Білл Волл приписує шахісту таку автохарактеристику: «Після поразки в грі наступну я граю краще. Програвши другу гру я граю, як лев. Після трьох поразок поспіль, будь-хто може перемогти мене!» Однак «піймавши кураж» він міг здолати будь-якого суперника, не дарма в його активі перемоги над чемпіонами світу Смисловим, Талем, Спаським, видатними гросмейстерами Корчним, Бронштейном, Глігоричем, Полугаєвським, Гюбнером, багатьма іншими.
Надзвичайно колоритна персона радянського шахового світу, він залишив багато контраверсійних спогадів. Юнацьке прізвисько «босяк» підкреслювало риси характеру, що проявлялись упродовж життя. Жага успіху («Умру, но своего добьюсь!») переважала моральні норми. Суперники та знайомі відзначали схильність до неспортивної поведінки (образливі жарти, вигуки під час гри, «маленькі шахові хитрощі», психологічні трюки, договірні партії). Гуфельд «красиво жив», наскільки це дозволяв радянський устрій, і за шахівницею віддавав перевагу красивим комбінаціям, які не завжди бували ефективними.
Не доведеною, але вельми вірогідною вважається співпраця Гуфельда з КДБ. Завжди прихильний до радянської влади він користувався її абсолютною довірою. Генна Сосонко свідчить, що Гуфельд здійснював тиск на спортсменів-неповерненців (зокрема Корчного та Альбурта). Версію щодо його співпраці з радянською каральною системою підтримує також американський журналіст Білл Волл:
|  | Якщо він і не був агентом КДБ, є свідчення, що він був інформатором і звітував КДБ щодо російських шахістів. "Поганий" звіт (донос) міг спричинити втрату привілеїв, які мали шахісти. |

Попри все, його талант високо цінували сучасники, в тому числі й іноземні спортсмени. Це визнання, зокрема, проявилось в залученні Едуарда Юхимовича до роботи комітетів ФІДЕ.
Як гравець Гуфельд продовжував виступи до останніх днів життя. На 1977 рік приходиться найвищий його рейтинг ФІДЕ, 22 позиція серед світових шахістів, з кінця 60-х до початку 80-х він залишається у сотні найкращих. Найвищими його турнірними досягненнями стали: 7-8 місце на 31-ому чемпіонаті СРСР (1963), перемоги в міжнародних турнірах різного рівня. Однак відомий він не лише і не стільки як шаховий гравець.

### Тренерська робота
В Грузії розкрився тренерський талант Едуарда Юхимовича. Він тренував жіночу збірну команду ГРСР-переможниць командної першості СРСР, наймолодшу чемпіонку світу Маю Чибурданідзе (в тріумфальний 1978 їй виповнилось лише 17 років), жіночу команду СРСР на Всесвітніх шахових олімпіадах 1982 і 1984. Був капітаном чоловічої команди СРСР на чемпіонаті світу 1985 року.
Його тренерська робота була відзначена званнями Заслужений тренер ГРСР, Заслужений тренер СРСР, медаллю «За трудову відзнаку».
Крім того, Едуард Гуфельд — плідний шаховий журналіст і письменник, згадується як автор півсотні книг та безлічі статей. Коментатор чемпіонських поєдинків, лектор. Основний доробок у шаховій теорії, як зазначає Енциклопедичний словник, стосується сицилійської (варіант Дракона) та староіндійської систем захисту.

### Останні роки
У 1995 році Едуард Юхимович емігрує в США, оселяється разом з матір'ю в Західному Голлівуді (Лос-Анжелес, Каліфорнія). З різним успіхом грає в американських турнірах. Останнім великим успіхом стала перемога в турнірі National Open 2000, в фіналі Едуард Юхимович обіграв колишнього чемпіона США Джоела Бенджаміна (Joel Benjamin). За свідченням свого знайомого, американського шахіста й журналіста Білла Волла (Bill Wall), впіймавши в пастку ворожого ферзя, змусивши таким чином Бенджаміна здатись, 64-річний гросмейстер на радощах станцював довкола столу.
Перевидає та перекладає книжки, пише нові. Створює декілька навчальних відео-уроків з шахової стратегії. Викладає шахи в університетах та пробує відкрити свою шахову академію.
Багато років страждав від надмірної ваги. Переніс важку операцію на хребті. У віці 66 років пережив інсульт, впав у кому та за 10 днів помер.

## Цікавинки
Завдяки походженню, вдачі та вихованню Едуард Юхимович є героєм безлічі анекдотів, автором деяких з них є він сам.

### Його Джоконда
Свою гру чорними проти Володимира Багірова в Кіровобаді (1973, півфінал першості СРСР) Гуфельд красномовно називав Джокондою. Партія ввійшла в десятки збірників найкращих в шаховій історії.
Шахістами розігрувався популярний і добре відомий Гуфельду староіндійський захист:

1. d2—d4 g7—g6

2. c2—c4 Cf8—g7

3. Kf1—c3 d7—d6

4. е2—е4 Kg8—f6
Подальші ходи: 5. f3 O-O 6. Сe3 Кc6 7. Кge2 Тb8 8. Фd2 a6 9. Сh6 b5 10. h4 e5 11. Сxg7 Крxg7 12. h5 Крh8 13. Кd5 bxc4 14. hxg6 fxg6 15. Фh6 Кh5 16. g4 Тxb2 17. gxh5 g5 18. Тg1 g4 19. O-O-O Тxa2 20. Кef4 exf4 21. Кxf4 Txf4 22. Фxf4 c3 23. Сc4 Тa3 24. fxg4 Кb4 25. Крb1 Сe6 26. Сxe6 Кd3 27. Фf7 Фb8+ 28. Сb3 Тxb3+ 29. Kpc2..
У мітельшпілі супротивники розвивали атаки на протилежних флангах (Багіров зробив довгу рокіровку, тож атака чорних спрямовувалась на ферзевий фланг). Відбулися розміни фігур, в яких білі виграли якість, натомість чорні створили значний тиск на білого короля фігурами і прохідним пішаком. Завершальна позиція (29 хід) і переможна атака Гуфельда показані на діаграмі:

30…Kb4—d5+!

31. Крb3—с2 Фb8—b2+

32. Крс2—d3 Фb2—b5+!

аналіз підтвердив, що жертва останньої чорної тури була єдиним шансом продовжити партію до перемоги, після шаху ферзем b5 білі здались, не в змозі відвернути загрозу мату: 33. Крс2 Фе2+ 34. Крb3 Фb2+ 35. Крс4 Фb5х.

### Відгуки про Е. Гуфельда
Гаррі Каспаров
- Попросіть будь-якого шахіста назвати його найкращу партію, і ви майже напевно почуєте стандартну фразу: «Вона ще попереду!» Так дадуть відповідь вам усі, за винятком одного гросмейстера, який, почувши подібне питання, лише похитає головою і погляне на співрозмовника з деяким жалем. І вже за мить, жваво жестикулюючи, він почне, не шкодуючи слів, розповідати про свою «безсмертну», яка затьмарила, на його думку, решту шедеврів, створених за всю історію шахів.[8]
- І нехай шаховий шлях гросмейстера  Гуфельда не прикрашений суцільним частоколом одиниць і половинок, зате його творчість допомагає нам ширше відкрити двері в неосяжну країну під назвою ШАХИ![9]
- На жаль, у моєму активі лише дві зустрічі з Едуардом Юхимовичем (перемога та нічия), але свій успіх я майже цілком відношу до фактору «свого поля» (обидві партії відбулися в Баку). Причому перед нашою другою зустріччю на міжнародному турнірі ЦШК в 1980 році рішуче налаштований гросмейстер заявив, що це його останній шанс перемогти Каспарова. Партія завершилася внічию, проте Гуфельд не виглядав сумним. Знаючи свого суперника, я підозрював, що він не вважає цей шанс останнім.[9]

Михайло Таль
- Втім, говорити про Гуфельда-гросмейстера — це висвітлювати лише одну і, можливо, навіть не найголовнішу його рису. Говорити про Гуфельда — тренера чемпіонки світу, тренера олімпійської збірної СРСР — отже, теж далеко не повністю охопити діапазон діяльності цієї непересічної людини. Говорити про Гуфельда-автора — це багато, але теж не все. Гуфельд сприймається тільки в сукупності всього цього та багато іншого. Як, зрештою, і його партії, пронизані, крім усього іншого, чудовим оптимізмом.[9]

- Гуфельд — це шахіст, який під настрій може обіграти кого завгодно. Якщо ж він не в настрої, то може програти теж будь-кому, і мені особисто доводилося цим користуватися… Досі згадую страшну реакцію  Гуфельда — людину темпераментну, яка бурхливо переживає «бездарну» поразку — на одну з наших партій . Програвши, Едік ходив турнірним залом і в серцях говорив усім: «Ні, Таль не геній!» Так тривало хвилин десять, потім ми помирилися, і я знову вступив до «законних прав»… Звичайно ж, на нього неможливо гніватися. Тому що Гуфельд  людина, у якої всі думки та емоції написані на обличчі.[9]

Марк Тайманов
- Гуфельд  належить до тих, хто вміє створити вібрацію на шахівниці, коли фігури оживають і стають дійовими особами захоплюючого спектаклю. Розбираючи його партії, отримуєш велику естетичну насолоду.  Крім того, Гуфельд відомий як літератор. Він пише багато та цікаво. У цьому відношенні Гуфельд  займає помітне становище в нашому шаховому житті, тому що шахістів, які добре грають, у нас багато, красиво грають — менше, а цікаво пишучих — взагалі раз-два і …[9]

## Турнірні та матчеві результати

### Результати виступів у чемпіонатах України
Едуард Гуфельд зіграв у 10-ти фінальних турнірах чемпіонатів України, набравши загалом 106 очок зі 178 можливих (+60-26=106).
| Рік  | Місто | Турнір                 | + | − | =  | Результат | Місце   |
| ---- | ----- | ---------------------- | - | - | -- | --------- | ------- |
| 1954 | Київ  | 23-й чемпіонат України | 8 | 2 | 8  | 12 з 18   | Silver  |
| 1955 | Київ  | 24-й чемпіонат України | 5 | 7 | 5  | 7½ з 17   | 13 — 14 |
| 1956 | Київ  | 25-й чемпіонат України | 5 | 3 | 11 | 10½ з 19  | 6 — 9   |
| 1958 | Київ  | 27-й чемпіонат України | 6 | 2 | 8  | 10 з 16   | 5 — 7   |
| 1959 | Київ  | 28-й чемпіонат України | 4 | 3 | 14 | 11 з 21   | 11      |
| 1960 | Київ  | 29-й чемпіонат України | 7 | 1 | 9  | 11½ з 17  | Bronze  |
| 1962 | Київ  | 31-й чемпіонат України | 9 | 0 | 8  | 13 з 17   | Silver  |
| 1963 | Київ  | 32-й чемпіонат України | 6 | 2 | 9  | 10½ з 17  | — 3     |
| 1964 | Київ  | 33-й чемпіонат України | 6 | 2 | 11 | 11½ з 19  | 4       |
| 1968 | Київ  | 37-й чемпіонат України | 4 | 4 | 9  | 8½ з 17   | 10 — 13 |

### Інші основні турнірні та матчеві результати[9]
| Рік     | Змагання                                                                 | +                       | =                       | -                       | Місце                   |
| 1954    | Командна першість СРСР серед юнаків, Ленінград (на 1-й дошці)            | 3                       | 5                       | 1                       | 3 — 4                   |
| 1957    | Турнір найсильніших кандидатів у майстри України, Одеса                  | 6                       | 7                       | -                       | 1                       |
| 1958    | Півфінал 26-ї першості СРСР, Ташкент                                     | 6                       | 8                       | 1                       | 4                       |
| 1959    | 26-а першість СРСР, Тбілісі                                              | 3                       | 12                      | 4                       | 12 — 13                 |
| 1959    | Півфінал 27-ї першості СРСР, Челябінськ                                  | 7                       | 7                       | 1                       | 2 — 4                   |
| 1960    | 27-а першість СРСР, Ленінград                                            | 5                       | 5                       | 9                       | 14 — 15                 |
| 1960    | Півфінал 28-ї першості СРСР, Вільнюс                                     | 7                       | 10                      | -                       | 1 — 3                   |
| 1960    | Першість Збройних Сил, Рига                                              | 8                       | 8                       | 1                       | 1                       |
| 1961    | 28-а першість СРСР, Москва                                               | 4                       | 8                       | 7                       | 14                      |
| 1961    | Першість Збройних Сил, Москва                                            | 9                       | 7                       | 2                       | 1 — 2                   |
| 1961    | Першість Грузії (поза конкурсом)                                         | 13                      | 5                       | -                       | 1                       |
| 1961    | Командна першість світу серед студентів, Гельсінкі (на 3-й дошці)        | 9                       | 3                       | -                       | 1                       |
| 1961    | Міжнародний турнір ЦШК СРСР, Москва                                      | 2                       | 7                       | 2                       | 8 — 9                   |
| 1962    | Командна першість світу серед студентів, Маріанське-Лазне (на 2-й дошці) | 6                       | 3                       | 1                       | 1                       |
| 1962    | Півфінал 30-ї першості СРСР, Новосибірськ                                | 7                       | 7                       | 1                       | 3                       |
| 1963    | Півфінал 31-ї першості СРСР, Свердловськ                                 | 4                       | 10                      | 1                       | 3                       |
| 1963    | 31-а першість СРСР, Ленінград                                            | 6                       | 10                      | 3                       | 7 — 8                   |
| 1964    | Сараєво, міжнародний турнір                                              | 1                       | 13                      | 1                       | 8 — 9                   |
| 1964    | Турнір Дружніх армій, Москва                                             | 8                       | 5                       | 2                       | 3                       |
| 1965    | Першість Збройних Сил, Одеса                                             | 8                       | 7                       | 2                       | 2 — 3                   |
| 1965    | Півфінал 33-ї першості СРСР, Омськ                                       | 7                       | 7                       | -                       | 1 — 2                   |
| 1965    | 33-та першість СРСР, Таллінн                                             | 2                       | 12                      | 5                       | 14 — 17                 |
| 1966    | Півфінал 34-ї першості СРСР, Краснодар                                   | 6                       | 9                       | 2                       | 3                       |
| 1966/67 | 34-та першість СРСР, Тбілісі                                             | 4                       | 11                      | 5                       | 13                      |
| 1967    | IV Спартакіада народів СРСР, Москва                                      | 2                       | 4                       | 3                       | -                       |
| 1967    | Міжнародний турнір, присвячений 50-річчя Великого Жовтня, Ленінград      | 6                       | 8                       | 2                       | 5                       |
| 1968    | Міжнародний турнір ЦШК СРСР, Кисловодськ                                 | 5                       | 7                       | 2                       | 4                       |
| 1968    | Кечкемет, міжнародний турнір                                             | 5                       | 9                       | 1                       | 2                       |
| 1968    | Меморіал В. Карселадзе, Горі                                             | 3                       | 6                       | 1                       | 4 — 5                   |
| 1969    | Півфінал 37-ї першості СРСР, Барнаул                                     | 4                       | 13                      | -                       | 3 — 5                   |
| 1969    | Таллінн, міжнародний турнір                                              | 5                       | 6                       | 2                       | 4                       |
| 1969    | 37-та першість СРСР, Москва                                              | 3                       | 12                      | 7                       | 17 — 20                 |
| 1969    | Меморіал В. Гоглідзе, Тбілісі                                            | 5                       | 7                       | 3                       | 4 — 6                   |
| 1969    | Дебрецен, міжнародний турнір                                             | 3                       | 9                       | 1                       | 4 — 5                   |
| 1970    | Кубок СРСР, Дніпропетровськ                                              | 1,5 : 2.5 (з М. Талем)  | 1,5 : 2.5 (з М. Талем)  | 1,5 : 2.5 (з М. Талем)  | 1,5 : 2.5 (з М. Талем)  |
| 1970    | Меморіал В. Гоглідзе, Тбілісі 5 7 3 4—6                                  | 5                       | 7                       | 3                       | 4 — 6                   |
| 1970    | Турнір найсильніших армійських шахістів, Москва                          | 3                       | 9                       | 1                       | 7                       |
| 1970    | Дебрецен, міжнародний турнір                                             | 4                       | 10                      | 1                       | 3 — 4                   |
| 1971    | Меморіал В. Карселадзе, Горі                                             | 7                       | 6                       | -                       | 1                       |
| 1971    | Тбілісі, міжнародний турнір                                              | 5                       | 7                       | 1                       | 1 — 2                   |
| 1971    | Скопле, міжнародний турнір                                               | 4                       | 9                       | 2                       | 4                       |
| 1971    | Півфінал 39-ї першості СРСР, Новосибірськ                                | 6                       | 9                       | 2                       | 5                       |
| 1972    | Всесоюзна шахова олімпіада, Москва (на 1-й дошці)                        | 3                       | 4                       | 1                       | 5                       |
| 1972    | Півфінал 40-ї першості СРСР, Челябінськ                                  | 6                       | 10                      | 1                       | 2 — 5                   |
| 1972    | Міжнародний турнір ЦШК СРСР, Сухумі                                      | 2                       | 9                       | 4                       | 11 — 12                 |
| 1972    | 40-та першість СРСР, Баку                                                | 2                       | 14                      | 5                       | 17 — 20                 |
| 1973    | Півфінал 41-ої першості СРСР, Кіровабад                                  | 8                       | 3                       | 4                       | 2                       |
| 1973    | 41-а першість СРСР (перша ліга), Тбілісі                                 | 2                       | 12                      | 3                       | 11                      |
| 1974    | Меморіал X. Р. Капабланки, Камагуей                                      | 9                       | 4                       | 2                       | 2                       |
| 1974    | Матч СРСР-Югославія, Белград                                             | 2                       | 4                       | -                       | 1 — 2                   |
| 1974    | Меморіал В. Гоглідзе, Тбілісі                                            | 5                       | 10                      | -                       | 1 — 2                   |
| 1975    | VI Спартакіада народів СРСР, Рига (на 2-й дошці)                         | 4                       | 3                       | 2                       | 4                       |
| 1976    | Вільнюс, зональний турнір                                                | 5                       | 7                       | 3                       | 5 — 6                   |
| 1975    | Матч СРСР-Югославія, Одеса (на 2-й дошці)                                | 2                       | 2                       | 1                       |                         |
| 1976    | Врнячка-Баня, міжнародний турнір                                         | 4                       | 10                      | 1                       | 4 — 5                   |
| 1978    | Меморіал А. Зайцева, Владивосток                                         | 6                       | 8                       | 2                       | 3                       |
| 1978    | Юрмала, Міжнародний турнір                                               | 5                       | 8                       | 2                       | 2 — 3                   |
| 1979    | Матч СРСР-Югославія, Тесліц                                              | 2.5 : 1,5 (з В.Вукічем) | 2.5 : 1,5 (з В.Вукічем) | 2.5 : 1,5 (з В.Вукічем) | 2.5 : 1,5 (з В.Вукічем) |
| 1979    | VII Спартакіада народів СРСР, Москва (на 2-й дошці)                      | 3                       | 5                       | 1                       | 3                       |
| 1979    | Меморіал М. Чигоріна, Сочі                                               | 4                       | 9                       | 2                       | 5 — 6                   |
| 1979    | Барселона, міжнародний турнір                                            | 3                       | 6                       | -                       | 1 — 3                   |
| 1980    | Кубок СРСР (вища ліга), Ростов на Дону (на 3-й дошці)                    | 1                       | 4                       | 2                       | 6                       |
| 1980    | Відбірковий турнір 48-ї першості СРСР, Красноярськ                       | 4                       | 10                      | 1                       | 4 — 5                   |
| 1980    | Міжнародний турнір ЦШК СРСР, Баку                                        | 2                       | 13                      | -                       | 3 — 5                   |
| 1980    | Меморіал В. Гоглідзе, Тбілісі                                            | 7                       | 8                       | -                       | 1                       |
| 1980    | Лейпциг, міжнародний турнір                                              | 4                       | 9                       | -                       | 2                       |
| 1981    | Командна першість СРСР, Москва (на 2-й дошці)                            | 2                       | 7                       | -                       | 1 — 2                   |
| 1981    | Відбірковий турнір 49-ї першості СРСР, Миколаїв                          | 5                       | 7                       | 3                       | 6 — 8                   |
| 1981    | Меморіал П. Кереса, Таллін                                               | 4                       | 9                       | 2                       | 4 — 5                   |
| 1981    | 49-та першість СРСР (перша ліга), Волгодонськ                            | -                       | 14                      | 3                       | 16                      |
| 1981    | Меморіал М. Чигоріна, Сочі                                               | 4                       | 10                      | 1                       | 4 — 5                   |
| 1982    | Вінківці, міжнародний турнір                                             | 4                       | 8                       | 1                       | 3 — 5                   |
| 1982    | Кубок СРСР, Кисловодськ (запасний)                                       | 3                       | 3                       | -                       | 4 — 5                   |
| 1982    | Відбірковий турнір 50-ї першості СРСР, Івано-Франківськ                  | 3                       | 9                       | 4                       | 12                      |
| 1983    | Меморіал В. Гоглідзе, Тбілісі                                            | 2                       | 12                      | 1                       | 5 — 9                   |
| 1983    | Пріштіна, міжнародний турнір                                             | 3                       | 10                      | -                       | 3 — 4                   |
| 1983    | Дортмунд, міжнародний турнір                                             | 2                       | 6                       | 3                       | 9                       |
| 1984    | Меморіал X. Р. Капабланки, Сьєн-фуегос                                   | 1                       | 12                      | -                       | 4 — 7                   |
| 1984    | Делі, міжнародний турнір                                                 | 2                       | 10                      | 1                       | 5 — 6                   |
| 1985    | Гавана, міжнародний турнір                                               | 4                       | 9                       | -                       | 1 — 2                   |